# Figura św. Jana Nepomucena w Nowej Rudzie (ul. Bohaterów Getta 15)
Figura św. Jana Nepomucena w Nowej Rudzie (ul. Bohaterów Getta 15) – barokowa rzeźba św. Jana Nepomucena w Nowej Rudzie z 1707 r. wykonana z piaskowca.
Figura stoi przy balustradzie mostku nad strumieniem, dopływem Włodzicy. Na postumencie widoczna jest inskrypcja w języku niem. O HEILIGER IOANNES NEPOMUCENE BITTE GOTT FUR UNS ARME SUNDER IN SONDERHEIT IN UNSERM LETZTEN STERB STUNDELEIN UNSERS TODES AMEN ANNO 1707 14 Iuly /O święty Janie Nepomucenie, proś Boga za nas, biednych grzeszników, szczególnie w naszej ostatniej śmiertelnej godzince, naszej śmierci. Amen. 14 lipca 1707. Rzeźba w latach 60. XX wieku została uderzona przez samochód ciężarowy i powalona. Przez lata jej szczątki leżały za kaplicą pocmentarną z 1898 r. przy kościele pw. św. Mikołaja, potem stała na placu ks. Białowąsa przy ul. Kościelnej. Montaż zrewitalizowanej figury przy ul. Bohaterów Getta 15 odbył się w kwietniu 2022 r.
Nepomucen przy ul. Bohaterów Getta jest jednym z sześciu przedstawień tego świętego w Nowej Rudzie; pozostałe znajdują się przy: ul. Akacjowej 2 (obok kościoła), ul. Cichej 2, ul. Cmentarnej, ul. Piastów i ul. Radkowskiej 95.

## Zobacz też

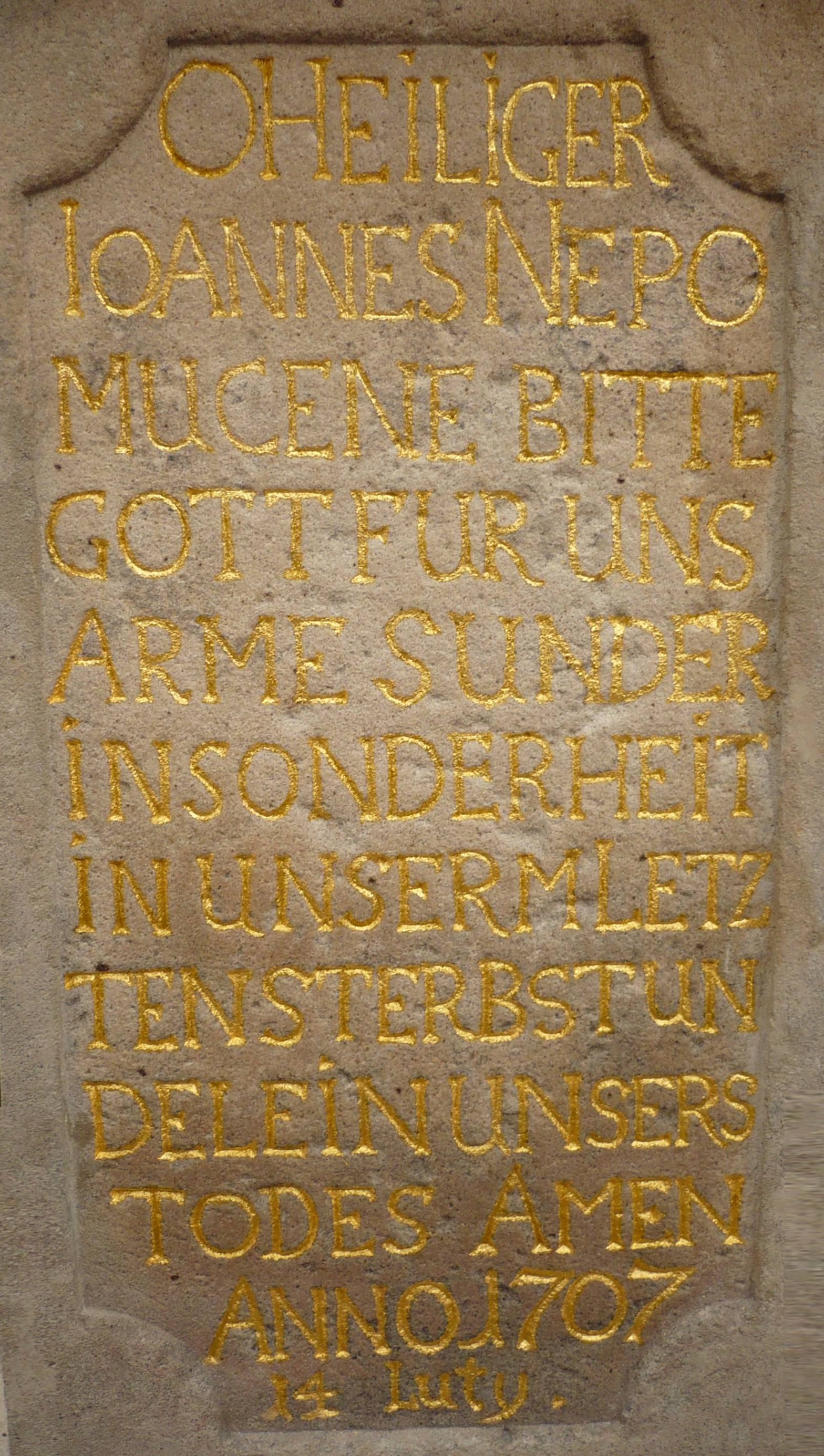
Inskrypcja
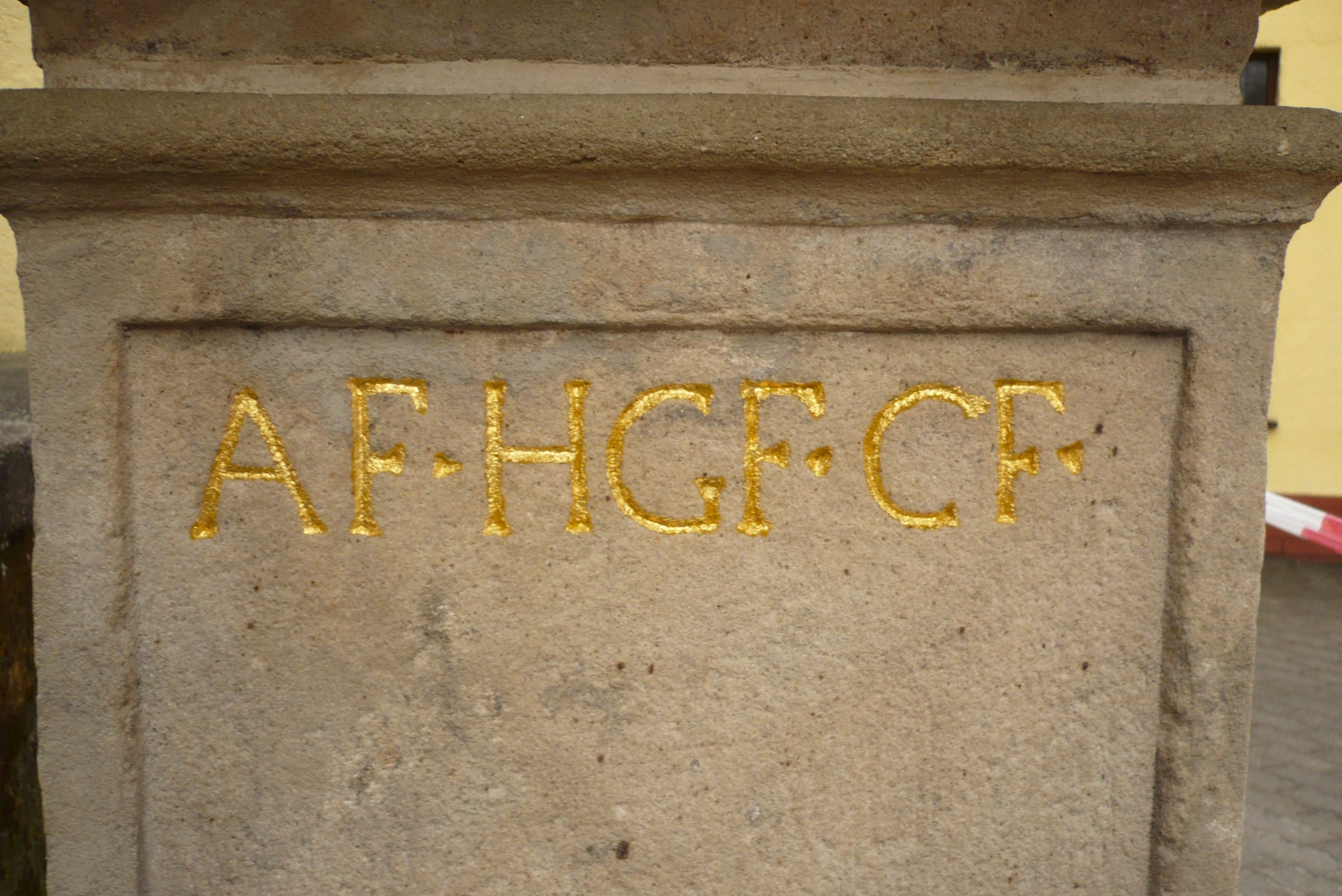
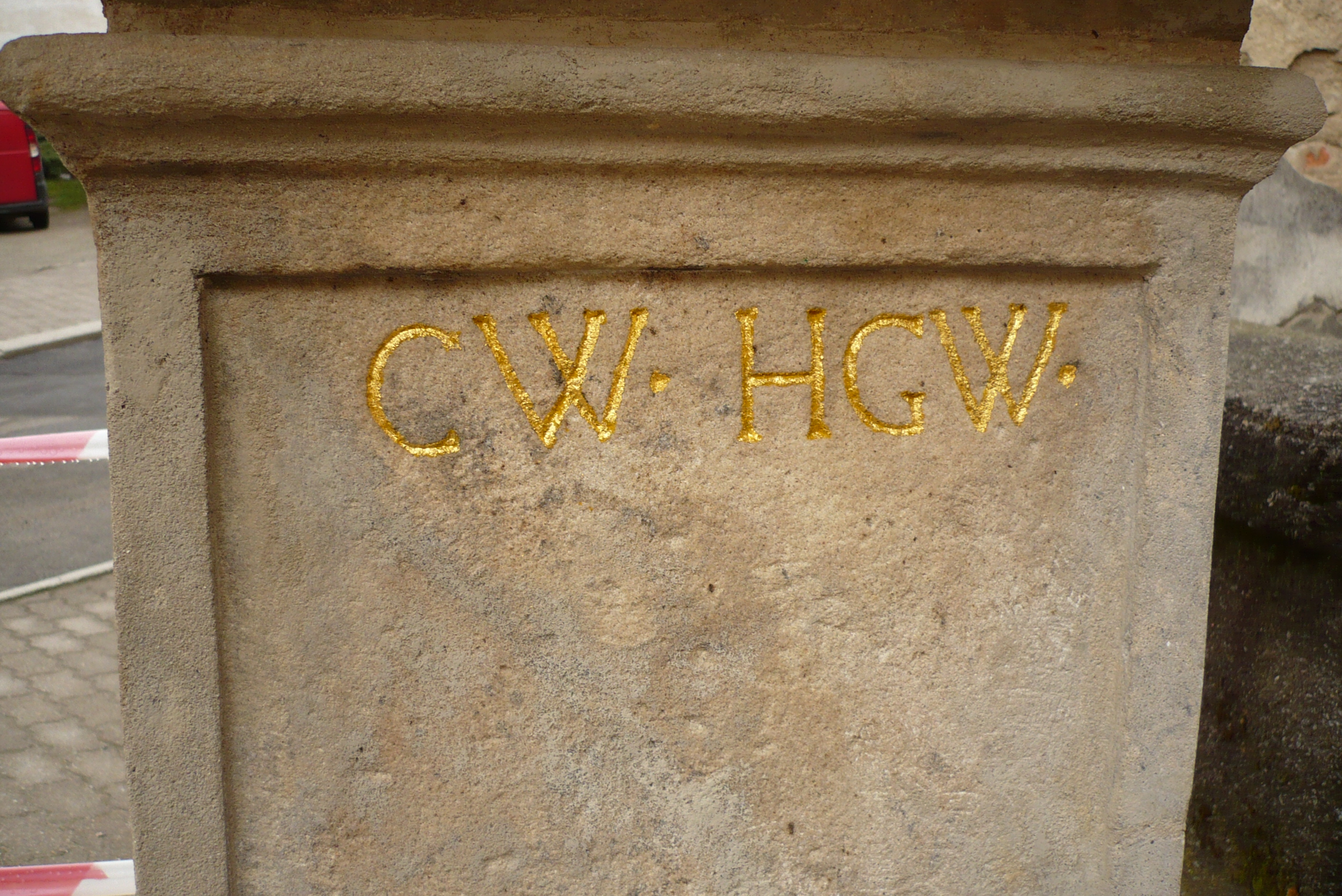
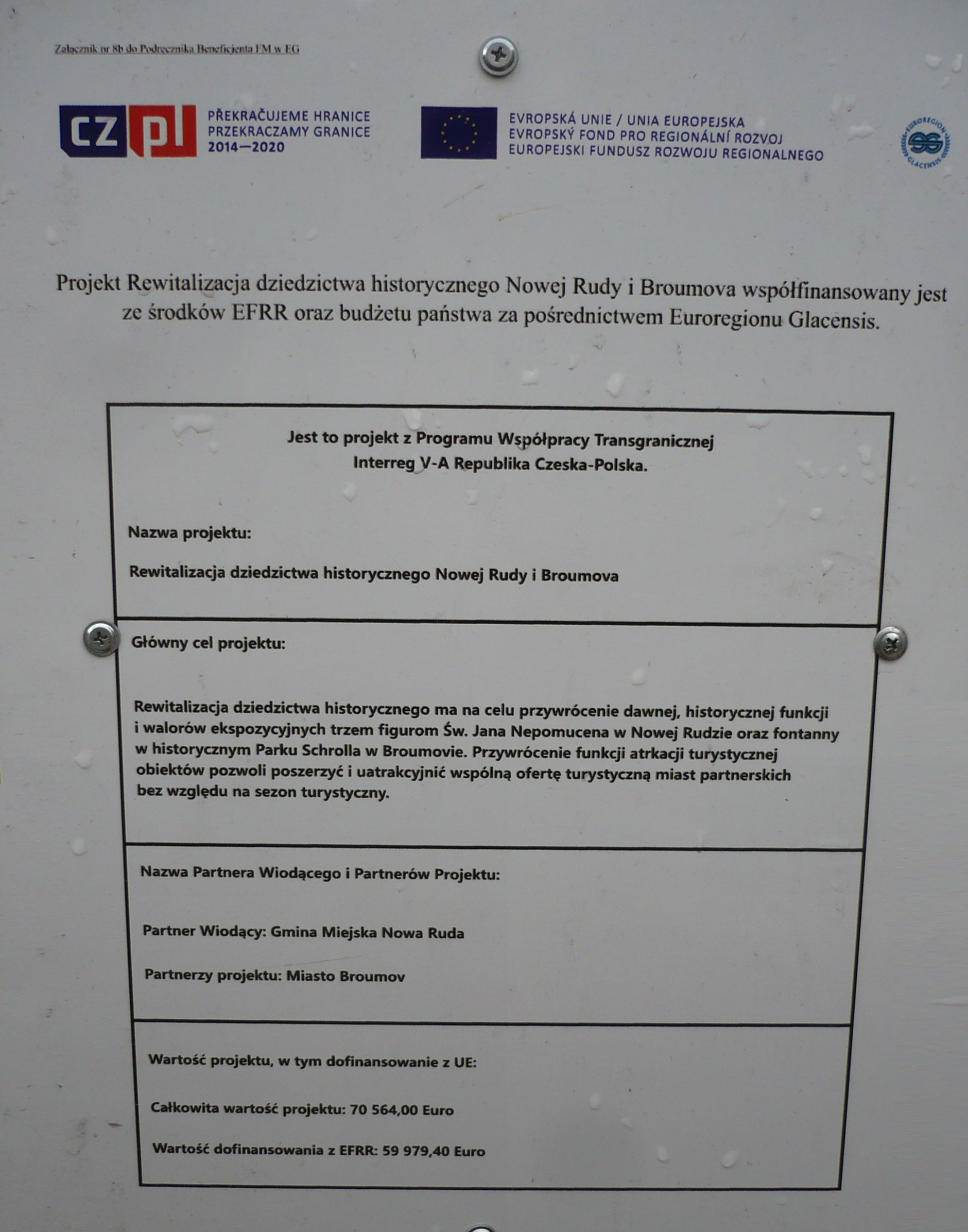